# Александър Евенсон
Александър Моисеевич Евенсон е руски шахматист, спортен редактор и юрист.

## Биография

### Шахматна кариера
През 1909 г. заема 7 м. в Киев. Състезанието е спечелено от Николаев. През 1911 г. заема 3 м., зад Ефим Боголюбов и Избински, в Киев. През 1911 г. е на 4 м. в Киев, а победител е Фьодор Богатирчук. През 1913 г. печели, следван от Андрей Смородски, Борис Верлински и др., в Санкт Петербург. През януари 1914 г. заема 9 м. в Санкт Петербург. Турнирът е спечелен от Александър Алехин и Арон Нимцович. През 1914 г., печели, пред Боголюбов и Богатирчук, в Киев.
По време на Първата световна война, през 1916 г., Евенсон губи минимач срещу Алехин в Киев (+1 –2 =0). Също през 1918 г., пак губи от Алехин в Киев.
През 1914 г. е редактор на шахматния отдел във вестника „Киевска мисъл“.
Алехин и Хосе Раул Капабланка считат Евенсон за един от най-талантливите шахматисти.

### Извън шахмата
В даден момент от живота си Евенсон служи в армията като кавалерист. Участва във военни действия и бива раняван. По време на Гражданската война в Русия работи във военен трибунал. През 1919 г. Евенсон е разстрелян от Доброволническата армия в Киев.

### Семейство
Александър Евенсон е син на журналиста Моисей Самойлович. Има двама братя – по-голям Иля и по-малък Семьон, който загива през 1915 г. на германския фронт. Евенсон има само един наследник – дъщеря Елга.